# Cité de la céramique - Sèvres et Limoges
La Cité de la céramique – Sèvres et Limoges était un établissement public créé en janvier 2010 qui réunit Sèvres - Manufacture et Musée nationaux et le musée national Adrien-Dubouché à Limoges. En 2025 l'établissement fusionne avec l'établissement public du Mobilier national pour former l'établissement public Manufactures nationales - Sèvres & Mobilier national.

## Historique
À sa création, en 2010, l'établissement public ne regroupe que la manufacture nationale et le musée national de Céramique de Sèvres, sous le nom de Sèvres - Cité de la céramique. Le rattachement du Musée national Adrien-Dubouché n'intervient qu'au 1er mai 2012, en vertu du décret no 2012-462 du 6 avril 2012 relatif à l'établissement public Cité de la céramique – Sèvres et Limoges.
S'appuyant sur une stratégie de développement et de recherche, la Cité de la céramique – Sèvres et Limoges réédite des modèles anciens et réalise des œuvres contemporaines en travaillant avec de nombreux artistes (Ettore Sottsass, Zao Wou-ki, Johan Creten, Claude Champy, Pierre Charpin, Barthélémy Toguo, Andrea Branzi, Christian Biecher, Myriam Mechita...)
En 2011, elle complète ses lieux d'expositions en ouvrant un espace réservé à la création contemporaine.
La Cité de la céramique – Sèvres et Limoges est membre du Comité Colbert.
En janvier 2025 il fusionne avec le Mobilier national et ses manufactures textiles pour former l'établissement public Mobilier national - Musée national de céramique - Musée national Adrien Dubouché - Manufactures nationales de Sèvres, des Gobelins, de Beauvais et de la Savonnerie - Atelier de recherche et de création - Ateliers de dentelles d'Alençon et du Puy-en-Velay.

## Expositions
2010
- Terre complice, Claude Champy
- Circuits céramiques, La scène française contemporaine (avec les Arts Décoratifs)
- Exposition des membres de l'Académie internationale de la céramique / AIC

2011
- Sismo
- Monumental, Patrick Tourneboeuf

2012
- Kristin McKirdy (12 septembre 2012 – 14 janvier 2013)[5]

2013
- Global Tour #1 (31 janvier - 31 mars 2013), au musée national Adrien-Dubouché
- Lumineuse expérience / Limoges - Barcelone (24 mai - 7 octobre 2013), au musée national Adrien-Dubouché
- Lumière - Matière (4 juillet - 16 septembre 2013), au musée national Adrien-Dubouché
- Un architecte dans l'atelier - Ettore Sottsass (23 novembre 2013 - 8 avril 2014), au musée national Adrien-Dubouché

2014
- Les Routes bleues, périples d'une couleur de la Chine à la Méditerranée (27 juin - 13 octobre 2014), au musée national Adrien-Dubouché
- Global Tour #2, Post-diplôme "Kaolin", art et design en céramique contemporaine (17 décembre 2014 - 30 mars 2015), au musée national Adrien-Dubouché

2015
- Exposition hors les murs : La porcelaine de Limoges, 250 ans de création à travers la collection du musée national Adrien-Dubouché (31 janvier - 15 mars 2015), au Seto City Art Museum (Japon), en partenariat avec le musée national Adrien-Dubouché
- Avant, Ici, Maintenant - L'expérience Non Sans Raison (20 juin - 19 octobre 2015), au musée national Adrien-Dubouché